# Nelson Luiz Barro
Nelson Luiz Barro (Caxias do Sul, 20 de dezembro de 1937 - Guaporé, 18 de março de 2017) era um político, médico e automobilista brasileiro.
Nelson Luiz Barro faleceu em Guaporé aos 79 anos em decorrencia de complicações da doença "Mal de Alzheimer"  a qual lutava a 16 anos. Deixou os filhos June e André e os netos Guilherme, Gabriela e Victória.

## Trajetória no automobilismo
Formado em medicina na UFRGS em 1964. Naquele ano casou-se com Juliana Adams, e iniciou sua carreira de médico cirurgião e clínico geral em Dois Lajeados-RS, Nelson sempre foi um admirador do automobilismo. Em 1965, adquiriu um Simca M-sul, com o qual passou a disputar o campeonato gaúcho da categoria. Em 1968 mudou-se para Guaporé-RS, onde, juntamente com um grupo de aficcionados, fundou a Associação Guaporense de Automobilismo (A.G.A.), com o objetivo de construir um autódromo.

### Nascimento do autódromo
O município de Guaporé dispunha de uma área de terra onde estava instalado um pequeno aeródromo em forma de T, que estava interditado pelo D.A.C. Nelson e seus "seguidores", com o apoio do então prefeito Otolip Dalbosco, fizeram uma pista ao redor das duas pistas de pouso (em forma de T), onde passaram a treinar com seus "envenenados bólidos". O desenho da pista improvisada naquela época permanece praticamente o mesmo até hoje.

### A evolução
Em dezembro de 1969, ainda com uma pista provisória, de terra impregnada com óleo queimado o Autódromo de Guaporé, abrigou a primeira prova, porém um acidente fatal naquele dia atrasou a continuação das obras de asfaltamento. No ano de 1970, após conquistar o Campeonato Gaúcho de Simca com o lendário Simca M-Sul nº 34 no Novo Autódromo de Tarumã, o sonho ressurgiria.
O hoje Autódromo Internacional Nelson Luiz Barro, mais de 40 anos após sua criação, continua em plena atividade, atraindo os admiradores do esporte automotor de todo país e até do exterior. Anualmente é realizada uma etapa do Campeonato Nacional de Fórmula Truck, categoria que atrai mais de 40 mil espectadores além da transmissão das provas em rede nacional, levando o nome de Guaporé a todos os recantos do país.

## Trajetória política
Em 1972, Nelson Barro se candidatou a prefeito municipal, a fim de ganhar força política e dar prosseguimento ao seu sonho. Eleito como candidato único pela então Aliança Renovadora Nacional (Arena), partido do governo militar, com mais de 85% dos votos, Nelson, após muita luta, e dedicação de toda a comunidade guaporense e regional (muitas prefeituras da região colaboraram com máquinas e equipamentos) ele finalmente concretizou seu projeto, em 16 de outubro de 1976, foi inaugurado o Autódromo Municipal de Guaporé, com a pista totalmente asfaltada, onde se realizou uma etapa do Campeonato Brasileiro de Fórmula Ford. 
Nelson Barro também foi prefeito de Guaporé de 1983 a 1988, período em que realizou diversas melhorias no autódromo, entre elas, construção da torre de cronometragem, recapagem da pista com asfalto usinado, avenida de acesso, e diversas outras melhorias que tornaram o autódromo de Guaporé um dos mais seguros e belos do Brasil.